# Oksydazy

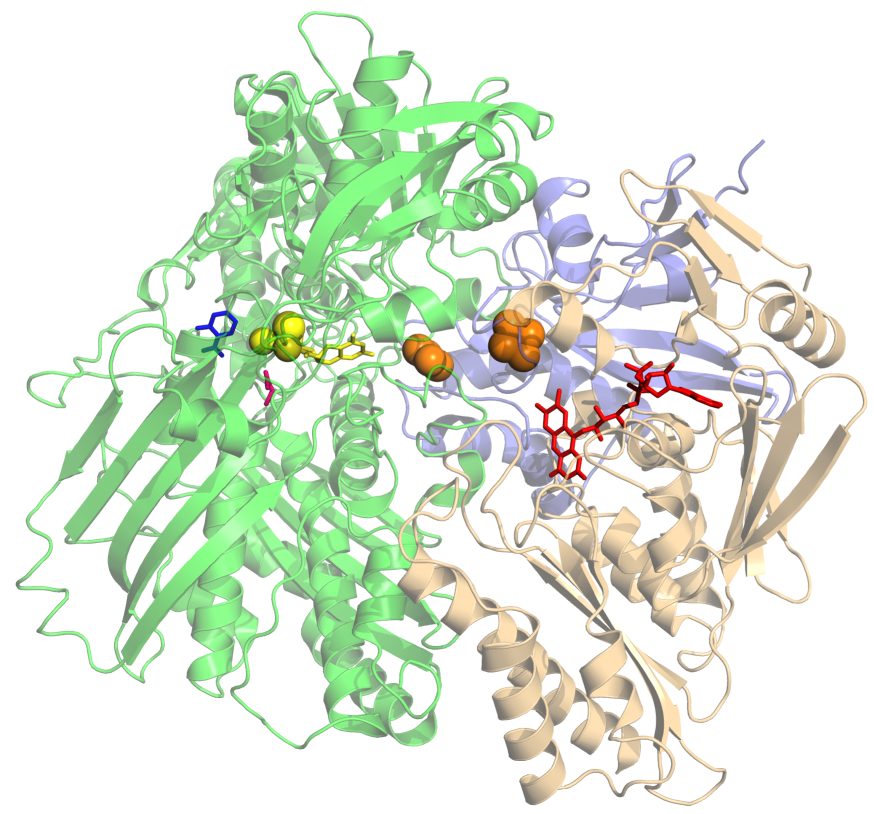
Struktura krystaliczna monomeru bydlęcej oksydazy ksantynowej.
Legenda: związany FAD (czerwony), klaster FeS (pomarańczowy), kofaktor molibdopteryna z molibdenem (żółty) i salicylan (niebieski)

Oksydazy – enzymy katalizujące przenoszenie wodoru na tlen w wyniku czego powstaje woda lub nadtlenek wodoru.
Wyróżnia się:
- oksydazy pierwszego zespołu – produktem jest woda (np. oksydaza cytochromowa posiada grupę prostetyczną w postaci dwóch grup hemowych)
- oksydazy drugiego zespołu – produktem jest nadtlenek wodoru (np. oksydaza ksantynowa – zawiera koenzym w formie FAD lub FMN)
- katalaza – posiada grupę prostetyczną w postaci czterech grup hemowych, może być enzymem antyoksydacyjnym
- oksydaza monoaminowa (MAO)
- oksydaza diaminowa (DAO)